# Halasina Nagenahalli, Gubbi
Halasina Nagenahalli là một làng thuộc tehsil Gubbi, huyện Tumkur, bang Karnataka, Ấn Độ.